# Crypsiptya coclesalis
Crypsiptya coclesalis là một loài bướm đêm trong họ Crambidae.